# Thomas Dantone
Thomas Dantone (Cavalese, 29 ottobre 1982) è un ex hockeista su ghiaccio italiano, che ha militato per pressoché tutta la sua carriera come difensore nell'HC Fassa, squadra di cui è stato capitano.

## Carriera

### Club
Dantone esordì in massima serie con la maglia dell'HC Fassa nel corso della stagione 1999-2000, e da allora non ha mai cambiato squadra.
Dal 2012 al 2014 rivestì il ruolo di capitano, cedendo poi il ruolo per una stagione a Martin Castlunger, ma ritornando a rivestirne i gradi dal 2015 al 2017.
Nella stagione 2017-2018 ha giocato con la squadra amatoriale del Fassa, che disputava il torneo amatoriale regionale Pro Hockey Cup, vinto; al termine della stagione aveva annunciato il ritiro, ritornando però sui suoi passi dopo pochi mesi; per la stagione 2018-2019 è infatti tornato a disputare un torneo federale con la maglia del Valdifiemme, in Italian Hockey League.

### Nazionale
A livello giovanile disputò un campionato mondiale di hockey su ghiaccio Under-18 (nel 2000 in gruppo B) ed uno Under 20 (nel 2002 in prima divisione).
Disputò, inoltre, con la maglia azzurra le Universiadi di Torino 2007, chiuse al sesto posto.